# Liste des communes de la Guadeloupe
Pour les autres listes de communes françaises, voir Listes des communes de France.
| - La Guadeloupe. - Carte des communes de la Guadeloupe. |

Cette page liste les 32 communes du département français de la Guadeloupe au 1er janvier 2025.

## Historique
Les anciennes communes de Saint-Barthélemy (ancien code Insee 97123) et Saint-Martin (ancien code Insee 97127) ne font plus partie du département et la région d'outre-mer de Guadeloupe mais forment des collectivités d'outre-mer séparées depuis le 15 juillet 2007.

## Liste des communes
Le tableau suivant donne la liste des communes au 1er janvier 2025, en précisant leur code Insee, leur code postal principal, leur arrondissement, leur canton, leur intercommunalité, leur superficie, leur population et leur densité, d'après les chiffres de l'Insee issus du recensement 2022,.
| Nom                         | Code Insee | Code postal | Arrondissement | Canton                                 | Intercommunalité        | Superficie (km2) | Population (dernière pop. légale) | Densité (hab./km2) | Modifier                                    |
| --------------------------- | ---------- | ----------- | -------------- | -------------------------------------- | ----------------------- | ---------------- | --------------------------------- | ------------------ | ------------------------------------------- |
| Basse-Terre (préfecture)    | 97105      | 97100       | Basse-Terre    | Basse-Terre                            | CA Grand Sud Caraïbe    | 5,78             | 9 419 (2022)                      | 1 630              | modifier les données · modifier les données |
| Les Abymes                  | 97101      | 97139 97142 | Pointe-à-Pitre | Les Abymes-1 Les Abymes-2 Les Abymes-3 | CA Cap Excellence       | 81,25            | 51 760 (2022)                     | 637                | modifier les données · modifier les données |
| Anse-Bertrand               | 97102      | 97121       | Pointe-à-Pitre | Petit-Canal                            | CA du Nord Grande-Terre | 62,50            | 4 232 (2022)                      | 68                 | modifier les données · modifier les données |
| Baie-Mahault                | 97103      | 97122       | Basse-Terre    | Baie-Mahault-1 Baie-Mahault-2          | CA Cap Excellence       | 46,00            | 30 943 (2022)                     | 673                | modifier les données · modifier les données |
| Baillif                     | 97104      | 97123       | Basse-Terre    | Vieux-Habitants                        | CA Grand Sud Caraïbe    | 24,30            | 4 949 (2022)                      | 204                | modifier les données · modifier les données |
| Bouillante                  | 97106      | 97125       | Basse-Terre    | Sainte-Rose-1 Vieux-Habitants          | CA Grand Sud Caraïbe    | 43,46            | 6 381 (2022)                      | 147                | modifier les données · modifier les données |
| Capesterre-Belle-Eau        | 97107      | 97130       | Basse-Terre    | Capesterre-Belle-Eau                   | CA Grand Sud Caraïbe    | 103,30           | 17 882 (2022)                     | 173                | modifier les données · modifier les données |
| Capesterre-de-Marie-Galante | 97108      | 97140       | Pointe-à-Pitre | Marie-Galante                          | CC de Marie-Galante     | 46,19            | 3 150 (2022)                      | 68                 | modifier les données · modifier les données |
| Deshaies                    | 97111      | 97126       | Basse-Terre    | Sainte-Rose-1                          | CA du Nord Basse-Terre  | 31,10            | 3 792 (2022)                      | 122                | modifier les données · modifier les données |
| La Désirade                 | 97110      | 97127       | Pointe-à-Pitre | Saint-François                         | CA La Riviéra du Levant | 21,12            | 1 349 (2022)                      | 64                 | modifier les données · modifier les données |
| Le Gosier                   | 97113      | 97190       | Pointe-à-Pitre | Les Abymes-3 Le Gosier                 | CA La Riviéra du Levant | 45,20            | 27 205 (2022)                     | 602                | modifier les données · modifier les données |
| Gourbeyre                   | 97109      | 97113       | Basse-Terre    | Trois-Rivières                         | CA Grand Sud Caraïbe    | 22,52            | 7 378 (2022)                      | 328                | modifier les données · modifier les données |
| Goyave                      | 97114      | 97128       | Basse-Terre    | Petit-Bourg                            | CA du Nord Basse-Terre  | 59,91            | 7 640 (2022)                      | 128                | modifier les données · modifier les données |
| Grand-Bourg                 | 97112      | 97112       | Pointe-à-Pitre | Marie-Galante                          | CC de Marie-Galante     | 55,54            | 4 678 (2022)                      | 84                 | modifier les données · modifier les données |
| Lamentin                    | 97115      | 97129       | Basse-Terre    | Lamentin                               | CA du Nord Basse-Terre  | 65,60            | 18 437 (2022)                     | 281                | modifier les données · modifier les données |
| Morne-à-l'Eau               | 97116      | 97111       | Pointe-à-Pitre | Morne-à-l'Eau                          | CA du Nord Grande-Terre | 64,50            | 15 839 (2022)                     | 246                | modifier les données · modifier les données |
| Le Moule                    | 97117      | 97160       | Pointe-à-Pitre | Le Moule                               | CA du Nord Grande-Terre | 82,84            | 22 924 (2022)                     | 277                | modifier les données · modifier les données |
| Petit-Bourg                 | 97118      | 97170       | Basse-Terre    | Baie-Mahault-2 Petit-Bourg             | CA du Nord Basse-Terre  | 129,88           | 24 299 (2022)                     | 187                | modifier les données · modifier les données |
| Petit-Canal                 | 97119      | 97131       | Pointe-à-Pitre | Petit-Canal                            | CA du Nord Grande-Terre | 70,50            | 8 206 (2022)                      | 116                | modifier les données · modifier les données |
| Pointe-à-Pitre              | 97120      | 97110       | Pointe-à-Pitre | Pointe-à-Pitre                         | CA Cap Excellence       | 2,66             | 14 855 (2022)                     | 5 585              | modifier les données · modifier les données |
| Pointe-Noire                | 97121      | 97116       | Basse-Terre    | Sainte-Rose-1                          | CA du Nord Basse-Terre  | 59,70            | 5 813 (2022)                      | 97                 | modifier les données · modifier les données |
| Port-Louis                  | 97122      | 97117       | Pointe-à-Pitre | Petit-Canal                            | CA du Nord Grande-Terre | 44,24            | 5 591 (2022)                      | 126                | modifier les données · modifier les données |
| Saint-Claude                | 97124      | 97120       | Basse-Terre    | Basse-Terre                            | CA Grand Sud Caraïbe    | 34,30            | 10 432 (2022)                     | 304                | modifier les données · modifier les données |
| Saint-François              | 97125      | 97118       | Pointe-à-Pitre | Saint-François                         | CA La Riviéra du Levant | 61,00            | 13 249 (2022)                     | 217                | modifier les données · modifier les données |
| Saint-Louis                 | 97126      | 97134       | Pointe-à-Pitre | Marie-Galante                          | CC de Marie-Galante     | 56,28            | 2 594 (2022)                      | 46                 | modifier les données · modifier les données |
| Sainte-Anne                 | 97128      | 97180       | Pointe-à-Pitre | Saint-François Sainte-Anne             | CA La Riviéra du Levant | 80,29            | 24 415 (2022)                     | 304                | modifier les données · modifier les données |
| Sainte-Rose                 | 97129      | 97115       | Basse-Terre    | Sainte-Rose-1 Sainte-Rose-2            | CA du Nord Basse-Terre  | 118,60           | 17 494 (2022)                     | 148                | modifier les données · modifier les données |
| Terre-de-Bas                | 97130      | 97136       | Basse-Terre    | Trois-Rivières                         | CA Grand Sud Caraïbe    | 6,80             | 895 (2022)                        | 132                | modifier les données · modifier les données |
| Terre-de-Haut               | 97131      | 97137       | Basse-Terre    | Trois-Rivières                         | CA Grand Sud Caraïbe    | 6,00             | 1 479 (2022)                      | 247                | modifier les données · modifier les données |
| Trois-Rivières              | 97132      | 97114       | Basse-Terre    | Trois-Rivières                         | CA Grand Sud Caraïbe    | 31,10            | 7 519 (2022)                      | 242                | modifier les données · modifier les données |
| Vieux-Fort                  | 97133      | 97141       | Basse-Terre    | Trois-Rivières                         | CA Grand Sud Caraïbe    | 7,24             | 1 730 (2022)                      | 239                | modifier les données · modifier les données |
| Vieux-Habitants             | 97134      | 97119       | Basse-Terre    | Vieux-Habitants                        | CA Grand Sud Caraïbe    | 58,70            | 7 040 (2022)                      | 120                | modifier les données · modifier les données |
| Guadeloupe                  | 971        |             |                |                                        |                         | 1 628,43         | 383 569 (2022)                    | 236                | modifier les données                        |

## Intercommunalités
La Guadeloupe possède les intercommunalités suivantes :
- Communauté d'agglomération du Sud Grande-Terre, dite « Cap Excellence »
- Communauté d'agglomération du Nord Basse-Terre
- Communauté d'agglomération du Nord Grande-Terre
- Communauté d'agglomération du Sud Basse-Terre
- Communauté d'agglomération du Sud-Est Grande-Terre, dite « La Riviéra du Levant »
- Communauté de communes de Marie-Galante